# Бинго (провинция)
Бинго (яп. 備後国 бинго но куни, страна Бинго) — историческая провинция Японии в регионе Тюгоку на западе острова Хонсю. Соответствует восточной части современной префектуры Хиросима.

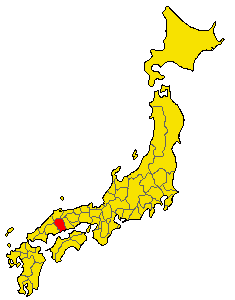
Провинция Бинго (выделена красным)

Издавна Бинго была составной государства Киби (吉備国), в VII веке была поделена на три административных единицы — Бинго (備後, «заднее Киби»), Провинция Биттю (備中, «среднее Киби») и Бидзэн (備前, «переднее Киби»).
Провинция Бинго имела особое стратегическое значение на Внутреннем японском море. Порты Томо и Ономити лежали на важном транспортном пути, который связывал японскую столицу Киото с западными регионами.
В XVI веке провинция Бинго принадлежала роду Мори. В 17-19 веках прибрежные земли провинции перешли к роду Мацудайра, родственникам Токугава. Северные горные владения были под контролем рода Асано, который правил в соседней провинции Аки.
В результате административной реформы, провинция Бинго была включена в префектуру Окаяма в 1875 году. Однако в следующем, 1876 году, большая часть земель провинции были переданы префектуре Хиросима.

## Уезды
- Ясуна (安那郡)
- Фукацу (深津郡)
- Дзинсеки (神石郡)
- Нука (奴可郡)
- Нумакума (沼隈郡)
- Хондзи (品治郡)
- Асита (葦田郡)
- Кону (甲奴郡)
- Микам (三上郡)
- ЭСО (恵蘇郡)
- Мицуги (御調郡)
- Сэра (世羅郡)
- Митани (三谿郡)
- Мийоси (三次郡)

## Источник
- 『角川日本地名大辞典』全50巻,東京:角川書店,1987-1990 («Большой словарь названий местностей Японии издательства Кадокава» В 50 томах, Токио: Кадокава сётэн, 1987—1990)